# باول رونالد
باول رونالد (بالإنجليزية: Paul Ronald)‏ (19 يوليو 1971 بغلاسكو في المملكة المتحدة - ) هو لاعب كرة قدم بريطاني في مركز الهجوم. لعب مع نادي دمبرتون ونادي كلايد ونادي إيست فيف ونادي سترنرير ‏ ونادي أردريونيانز وHappy Valley AA ‏ ونادي ستيرلينغشير الشرقية وأردريونيانز وبيرويك راينجرز ونادي كوينز بارك.

## وصلات خارجية
- باول رونالد على موقع قاعدة بيانات كرة القدم.إي يو (الإنجليزية)
- باول رونالد على موقع Soccerbase.com (لاعب) (الإنجليزية)